# Сентименти, Лучидио
Лучидио Сентименти (итал. Lucidio Sentimenti; 1 июля 1920, Бомпорто — 28 ноября 2014, Турин) — итальянский футболист, игравший на позиции вратаря, тренер.

## Биография
В семье Сентименто было пять братьев, которые были футболистами: Эннио (I), Арнальдо (II), Виктор (III) и Примо (V), поэтому он был также известен как Сентименто IV.
До своей смерти в 2014 в возрасте 94 лет был старшим среди живущих футболистов Италии, игравших в национальной сборной.

## Стиль игры
Лучидио Сентименти был способен выполнять роль полевого игрока, в том числе нападающего, имея превосходный удар и скорость. Сентименти был известен как хороший исполнитель пенальти и выполнял точные дальние передачи. Был одним из первых вратарей в истории итальянского футбола, который забил гол в роли вратаря. Несмотря на свой небольшой рост отлично боролся за верховые мячи благодаря прыгучести, ловкости и крепкому телосложению.